# Markus Gläser (Schauspieler)
Markus Gläser (* 1986 in Wiesbaden) ist ein deutscher Schauspieler.

## Leben
Gläser wuchs in seiner Geburtsstadt Wiesbaden auf. Bereits in der Grundschule spielte er einen der Zwerge im Märchenstück Schneewittchen und die sieben Zwerge im Schultheater. Er besuchte die Carl-von-Ossietzky-Schule in Wiesbaden. Dort wirkte er ebenfalls bei Schultheateraufführungen mit, schrieb eigene kleine Theaterstücke und machte dort 2006 sein Abitur. Anschließend reiste Gläser zunächst durch Südafrika. In den Jahren 2006–2007 lebte und arbeitete er in Frankreich, wo er im Rahmen von Freiwilligenprojekten beim Aufbau einer Organisation mithalf, die in Marseille Einwanderer und Flüchtlinge betreute. Von 2007 bis 2009 studierte er dann zunächst Angewandte Politikwissenschaft an den Universitäten von Freiburg im Breisgau und Aix-en-Provence. Sein Studium schloss er mit der Bachelor-Zwischenprüfung ab.
Er entschied sich dann für eine künstlerische Laufbahn und war in der Spielzeit 2009/10 zunächst als Regieassistent und Inspizient am Hessischen Staatstheater Wiesbaden tätig. Von 2010 bis 2014 absolvierte Gläser sein Schauspielstudium an der Hochschule für Musik und Darstellende Kunst in Frankfurt am Main. Dort gehörten u. a. Susanne Wolff und Werner Wölbern zu seinen Lehrern.
Während des Studiums gastierte er u. a. bereits am Schauspiel Frankfurt (Spielzeit 2012/13; in den Rollen Christian und Crusius in Fegefeuer in Ingolstadt, Inszenierung: Constanze Becker), am Theater Heidelberg (Spielzeit 2012/13), am Staatstheater Darmstadt (2013) und mit seinem eigenen Lesungs- und Musikprojekt  HIPHOPoesie am Staatstheater Wiesbaden (Spielzeit 2012/13).
Seit der Spielzeit 2014/15 arbeitet Gläser als freier Schauspieler. In der Spielzeit 2014/15 übernahm er am Nationaltheater Mannheim die Rolle des „psychopathischen und schmierigen“ Dealers Ben in der deutschsprachigen Erstaufführung des Einakters Brilliant Adventures von Alistair McDowall. Weitere Bühnenengagements hatte er am Rheinischen Landestheater Neuss (2014; als Niki Modersohn in Das Himbeerreich von Andres Veiel) am Staatstheater Cottbus (2014/2015; als Jürgen „Brötchen“ Brodele in Sonnenallee).
2015 gastierte er bei den Brüder-Grimm-Festspielen in Hanau. Dort trat er als Holzfäller in Hänsel und Gretel und als Ferdinand in Kabale und Liebe auf. Seit 2015 tritt er beim Freien Schauspiel Ensemble Frankfurt in dem Solo-Stück Der Weg zum Glück von Ingrid Lausund auf. In der Spielzeit 2015/16 gastierte er erneut am Schauspiel Frankfurt (als Bürger in Dantons Tod, Regie: Ulrich Rasche).
In der Spielzeit 2016/17 trat Gläser als Gast am Hessischen Staatstheater Wiesbaden in Krieg – Stell dir vor, er wäre hier von Janne Teller auf. 2017 gastierte er am Theater der Jugend in Wien. In der Spielzeit 2017/18 spielte er am Staatstheater Wiesbaden in der Neuinszenierung von Richard III. (Regie: Ingo Kerkhof) und war dort auch in der Wiederaufnahme der Produktion in der Spielzeit 2019/20 zu sehen. 2019 gastierte er an der Oper Frankfurt. 2020 spielte er in der Produktion Suche im Heimathafen Neukölln.
Gläser hatte auch Fernsehrollen. In der satirischen ZDF-Sitcom Lerchenberg spielte er den Praktikanten Markus. Im Januar 2017 war er, an der Seite von Louis Nitsche, in der ZDF-Serie Notruf Hafenkante (Regie: Oren Schmuckler) in einer Episodenhauptrolle als Timo Röder zu sehen; er spielte einen von zwei motorradbegeisterten Brüdern, die an illegalen Motorradrennen teilnehmen. Im Februar 2017 war er  in der ZDF-Serie Der Staatsanwalt in einer weiteren Episodenrolle zu sehen; er spielte den tatverdächtigen Studenten Sebastian Leonhardt, der einen homosexuellen jungen Mann, der später erschlagen aufgefunden wird, bei sich wohnen ließ. In der 7. Staffel der TV-Serie Morden im Norden (2021) übernahm er eine der Episodenhauptrollen als tatverdächtiger Polizeianwärter Dennis Funke und Neffe der ermittelnden Staatsanwältin Dr. Zobel (Proschat Madani).
Außerdem tritt er als Rapper auf, arbeitet für verschiedene Bandprojekte und ist als Theatermusiker tätig.
Gläser nahm auch an der Aktion allesdichtmachen teil, zog seinen Beitrag jedoch zurück.
Gläser lebt nach mehreren Jahren in Wiesbaden mittlerweile in Berlin.

## Filmografie (Auswahl)
- 2015: Lerchenberg (Fernsehserie; Nebenrolle)
- 2017: Notruf Hafenkante (Fernsehserie; Folge: Todesraser)
- 2017: Der Staatsanwalt (Fernsehserie; Folge: Liebe und Wut)
- 2018: Petting statt Pershing
- 2021: Morden im Norden (Fernsehserie, Folge: Ausgesetzt)